# Hiroki Moriya
Hiroki Moriya (Japans: 守屋 宏紀, Moriya Hiroki) (Tokio, 16 oktober 1990) is een Japanse tennisser. Hij heeft nog geen ATP toernooi gewonnen. Hij deed al mee aan een Grand Slam. Hij heeft drie challengers in het enkelspel op zijn naam staan.

## Palmares enkelspel
| Nr.                  | Datum             | Toernooi     | Ondergrond    | Tegenstander in finale | Score            |
| -------------------- | ----------------- | ------------ | ------------- | ---------------------- | ---------------- |
| Gewonnen challengers |                   |              |               |                        |                  |
| 1.                   | 20 juli 2014      | Granby       | Hardcourt     | Fabrice Martin         | 7-5, 6-7(4), 6-3 |
| 2.                   | 12 september 2016 | Nanchang     | Hardcourt     | Chung Hyeon            | 4-6, 6-1, 6-4    |
| 3.                   | 21 mei 2018       | Loughborough | Hardcourt (I) | James Ward             | 6-2, 7-5         |

## Prestatietabel (Grand Slam) enkelspel
| Legenda | Legenda                          |
| ------- | -------------------------------- |
| g.t.    | geen toernooi gehouden           |
| l.c.    | lagere categorie                 |
| –       | niet deelgenomen                 |
| G       | uitgeschakeld in de groepsfase   |
| 1R      | uitgeschakeld in de eerste ronde |
| 2R      | uitgeschakeld in de tweede ronde |
| 3R      | uitgeschakeld in de derde ronde  |
| 4R      | uitgeschakeld in de vierde ronde |
| KF      | uitgeschakeld in de kwartfinale  |
| HF      | uitgeschakeld in de halve finale |
| F       | de finale verloren               |
| W       | het toernooi gewonnen            |
| w-v     | winst/verlies-balans             |

| Grandslamtoernooien   |     |      |        |
| Australian Open       | –   | 1R   | 0-1    |
| Roland Garros         | –   | –    | 0-0    |
| Wimbledon             | –   | 1R   | 0-1    |
| US Open               | 1R  | –    | 0-1    |
| Winst-verlies         | 0–1 | 0–2  | 0-3    |
| ATP World Tour Finals |     |      |        |
| ATP World Tour Finals | –   | –    | 0-0    |
| Olympische Spelen     |     |      |        |
| Olympische Spelen     | –   | g.t. | 0-0    |
| Statistieken          |     |      |        |
| Totaal aantal titels  | 0   | 0    | 0      |
| Totaal winst-verlies  | 1-3 | 1-3  | 2-9    |
| Eindejaarsranking     | 185 | 199  | n.v.t. |